# Greycliff
Greycliff – jednostka osadnicza w Stanach Zjednoczonych, w stanie Montana, w hrabstwie Sweet Grass.